# Boogie-woogie (tanec)
Boogie-woogie je druh swingového tance

## Terminologie
Jméno boogie-woogie se užívá hlavně v Evropě. V USA by nejspíše odpovídal East Coast Swingu. To, co se v současnosti nazývá boogie-woogie, by se v 50. letech nazvalo rock'n'roll. Termín boogie-woogie je matoucí. Může se tancovat na stejnojmennou hudbu, ale nejčastěji se tancuje na různé druhy rockové hudby. Název boogie-woogie se začal používat pro rozlišení od rock'n'rollu, soutěžního akrobatického tance. Při soutěžním boogie-woogie se klade důraz na vedení a ne na choreografii. Akrobatické prvky jsou povoleny, ale v menší míře než u rock'n'rollu. Jednotlivé úpravy vzdušných prvků jsou v jednotlivých zemích různé, ale díky vlivu lindy hopu v tanci přetrvávají. Většinou je pravidlem, že při akrobatických prvcích se musí udržovat spojení, což vylučuje například dvojitá či trojitá salta.

## Popis
Obvyklá kroková variace je šestidobá step, step, tri-ple step, tri-ple step, kde tri-ple se tančí jako krok-přísun na jednu dobu přičemž celý trojkrok tri-ple step trvá 2 doby a tančí se synkopicky na rytmus hudby. Boogie-woogie se tančí většinou jako sportovní tanec, v některých částech Evropy je však populární i jeho společenská forma. 
Soutěže jsou pořádány světovou konfederací rock'n'rollu a soutěží se ve formacích, v juniorských i seniorských kategoriích.